# Crematogaster wilwerthi
Crematogaster wilwerthi är en myrart som beskrevs av Santschi 1910. Crematogaster wilwerthi ingår i släktet Crematogaster och familjen myror.

## Underarter
Arten delas in i följande underarter:
- C. w. confusa
- C. w. fauconneti
- C. w. wilwerthi